# Rafflesia philippensis
Rafflesia philippensis este o specie de plante parazite din genul Rafflesia, familia Rafflesiaceae, ordinul Malpighiales, descrisă de Francisco Manuel Blanco. Conform Catalogue of Life specia Rafflesia philippensis nu are subspecii cunoscute.